# Lila Lasso
Lila Lasso (* in Los Angeles, Kalifornien; auch Leanna Lasso) ist eine US-amerikanische Schauspielerin und Synchronsprecherin.

## Leben
Lasso wurde in Los Angeles geboren. Ihre Eltern stammten aus Puerto Rico und Panama. Seit 2022 tritt sie regelmäßig in Low-Budget-Filmproduktionen in Erscheinungen. Eine Hauptrolle als Lara übernahm sie 2023 im Horrorfilm Three Blind Mice – Schnipp, schnapp, dein Kopf ist ab. Im selben Jahr mimte sie größere Rollen in Mary Had a Little Lamb als Joan Evans, in Monsternado als FBI-Agentin Tina und wirkte in weiteren Produktionen wie The Loch Ness Horror und Crocodile Swarm mit. 2024 erhielt sie eine Nebenrolle im Horrorfilm Winnie the Pooh: Blood and Honey 2.

## Filmografie (Auswahl)

### Schauspiel
- 2022: London Kills (Fernsehserie, Episode 3x01)
- 2022: Dragon Fury 2
- 2022: Area 51 (The Area 51 Incident)
- 2023: Snake Hotel
- 2023: Mary Had a Little Lamb
- 2023: Three Blind Mice – Schnipp, schnapp, dein Kopf ist ab (Three Blind Mice)
- 2023: The Loch Ness Horror
- 2023: Monsternado
- 2023: Brassic (Fernsehserie, 1 Episode)
- 2023: Crocodile Swarm
- 2024: Dinosaur Hotel 3
- 2024: Winnie the Pooh: Blood and Honey 2
- 2024: Spiders on a Plane
- 2024: The Jetty (Miniserie, Episode 1x04)
- 2024: Ouija Castle
- 2024: Everyone Is Going to Die

### Synchronisationen
- 2023: Christmas with the Pups